# Bill Murray
William James Murray (Wilmette, Illinois, 1950. szeptember 21. –) Golden Globe-díjas amerikai komikus és színész.
Ismertségét a Saturday Night Live amerikai tévéműsornak köszönheti, a filmvilágban pedig a Szellemirtók és az Idétlen időkig című filmeknek.

## Fiatalkora és tanulmányai
William James Murray 1950. szeptember 21-én született Chicago külvárosában, Wilmette-ben. A kilenc gyermek közül ő volt az ötödik (közülük mindössze egy lány, akiből apáca lett), az ír katolikus pár, Edward (fűrészáru eladó és lelkes golfjátékos) és Lucille (háztartásbeli) házasságából. A gyerekek állandó keringése miatt Murrayéknál nem volt egyszerű felnőni (egy interjúban elmondta, hogy a házuk egy roncs volt, és állandó klausztrofóbiás rendetlenség volt náluk). A gyerekek sorra iskoláskorba kerültek, a helyi golfklubban labdaszedéssel és ütőhordással keresték meg zsebpénzüket és így a tandíjra valót is.
Bill a Loyola jezsuita fiúiskolába járt és szerepelt az iskolai színielőadásokon, de saját és mások emlékei szerint is többnyire pocsékul játszott. Nem érdekelte igazán a színészet, mivel orvosnak készült. Evégett beiratkozott a denveri Regis Egyetemre, ahonnan az első év után kirúgták, mivel marihuánát találtak nála.

## Pályafutása

### Kezdetek
Ezután különféle alkalmi munkákat keresett, majd bátyjával, Brian Doyle-Murrayval meghallgatásra indult a chicagói Second City improvizáló színtársulathoz, ahol második próbálkozásra sikerrel járt, a társulat tagja lett. Később néhány kollégájával, például Gilda Radnerrel, John Belushival és Dan Aykroyddal, a National Lampoon Radio Hourhoz is felvették. Három társát még a Saturday Night Live stábjába is felvették, Bill viszont úgy döntött, hogy Howard Cosell Variety Hour című programjához megy, amely ugyanabban az évben kezdődött, de megbukott, Bill viszont 1977-ben át tudott szerződni a Saturday Night Live-hoz. Bill kétségkívül ennek köszönheti a későbbi színészi pályafutását, s csakhamar a tévénézők egyik kedvenc komikusa lett. Olyan visszatérő szerepekben volt látható az SNL-ban, mint Todd, a tuskó, vagy Nick, a szakadt bárénekes.
A siker nyomán gyorsan a filmvásznon találta magát, először csak a Tarzan-rajzfilm egyik alakjának adta a hangját, és szinte „statisztaként" láthatták a nézők, de utána már jött az első főszerepe, amely az 1979-es Dilibogyók – Táborparádé című vígjátékhoz fűződik – a filmet Ivan Reitman rendezte, akinek Bill igazán sokat köszönhet, mert később olyan filmeket csináltak együtt, mint a Golfőrültek, a Bombázók a seregnek, és a hatalmas sikert hozó Szellemirtók, amelyben Murray Harold Ramisszel, és Dan Aykroyddal paranormális jelenségekkel harcoltak New York utcáin.
A kasszasikeren túl, Bill a nőcsábász dr. Peter Venkman szerepében megtapasztalhatta, milyen ha Golden Globe-ra jelölik. Az Ahol a bölény dübörög című filmben drogos újságírót alakít, az Aranyoskámban a női ruhába öltözött Dustin Hoffman partnere volt, majd megpróbálkozott komolyabb műfajjal is. Somerset Maugham Borotvaélen című művét vitte filmre, főszereplője és társ-forgatókönyvírója is volt a filmnek, amelyben egy chicagói orvost alakít, aki önkéntesként vesz részt az első világháborúban, s hazatérése után nem tud magával mit kezdeni. Murray sikerben bizakodott, de sem a közönség, sem a kritikusok nem díjazták erőfeszítését, így visszatért a komédiához. 1986-ban a Rémségek kicsiny boltjában a fájdalomkedvelő fogorvos után elvállalta a Szellemes karácsony főszerepét, majd játszott a Szellemirtók 2.-ben is. Ezután főszereplője, forgatókönyvírója volt, sőt még a rendezői székbe is beleült, amikor a kis költségvetésű Viszem a bankot című vígjátékot csinálta.

### Az 1990-es évek
Az 1990-es évek elején már többször is elismerték a kritikusok, főleg amikor az Isten nem ver Bobbal hipochondere volt, vagy a Veszett kutya és Glóriában a kiszámíthatatlan, ám de jó szándékú gengsztere (amelyben a forgatás során partnere, Robert De Niro orrát is sikerült betörnie), továbbá az Idétlen időkig című filmben egy kiállhatatlan meteorológust alakított. Az utóbbi filmben igazi amerikai mormoták is szerepeltek, s egyikük nem igazán kedvelte Murrayt, ezért párszor megharapta. 1996-ban két felejthető filmben volt főszereplő, a Hatalmas aranyosban, és a Tökös tekésben. 1998-ban Wes Anderson (akivel később még három filmben dolgozott együtt) filmjében volt látható, az Okostojásban. A film nem lett akkora siker, ám Billt, aki az életunt Herman Blume-ot alakította, nagyra értékelte a kritika. Számos díjat söpört be és ismét jelölték a Golden Globe-díjra „a legjobb férfi mellékszereplő” kategóriájában.
1999-ben utoljára lépett fel a Saturday Night Live-ban.

### 2000 után
Ezután néhányszor belecsempészett a karrierjébe komoly szerepeket is, mint például Shakespeare: Hamlet modern változata, amely Nem Yorkban játszódik, s Poloniust alakította benne. 2000-ben a Charlie angyalai című sikeres tévésorozat játékfilmváltozatában a rosszfiúkat móresre tanító három harcos grácia – Drew Barrymore, Lucy Liu és Cameron Diaz – mellett a lányokat felügyelő Bosleyt játszotta. A 2001-es Ozmózis Jones című, az animációs és élőszereplős jelenetek elegyéből készült vígjáték felerészben a Murray által játszott lajhár-mentalitású állatkerti dolgozó szervezetében játszódik, ahol is az immunrendszer egyik szorgos tagjaként egy fehérvérsejt zsaru – őt Chris Rock alakítja – veszi fel a harcot egy halálos vírussal. Ezután jött Murray újabb sikere, amikor is Sofia Coppola (Francis Ford Coppola lánya) második nagyjátékfilmje egyik főszerepére szemelte ki Elveszett jelentésbe. A film mindent elsöprő sikert aratott, mind a kritikusok és a nézők körében: a film 2004-ben három Golden Globe-díjat nyert, négyszeres Oscar-jelölt volt, és Sofia Coppola a legjobb eredeti forgatókönyvéért meg is kapta az aranyszobrot. Bill Murray nem leplezte csalódását, hogy az Oscar-díj végül nem neki jutott, hanem Sean Penn kapta a Titokzatos folyóért, de mivel nem kedveli a díjátadókat, a BAFTA-ceremóniára el sem ment, pedig ott ő kapta a legjobb színésznek járó díjat Bob Harris megformálásáért.
Murray egy jelenet erejéig saját magát alakítja Jim Jarmusch Kávé és cigaretta című, játékfilmnek álcázott rövidfilmsorozatában. És amikor Wes Anderson rendező elkezdte írni az Édes vízi életet, a főszereplő Steve Zissout Bill Murray egyéniségére formálta. Anderson így nyilatkozott: "Ez nem csak azért volt így, mert Bill az egyik kedvenc színészem. Tudtam, hogy izgalmas lesz nézni őt, amint egy energikus, vicces, ugyanakkor megszállott, dühös és elszánt figurát játszik". Murray lecsapott a lehetőségre, hogy olyan főszerepet játsszon, amilyet még soha. Igazi akciósztárt, megszállott kalandort, filmkészítőt és hőst, akinek szembesülnie kell saját gyengeségével is. Murray a film miatt sokat volt távol a családjától, mert hónapokig Olaszországban forgattak, ami nagyon keserves volt számára. De ez a hangulat pont jól jött a következő filmjéhez, a Hervadó virágokhoz, ismét Jim Jarmusch rendezésében, aki elmondta, hogy miért választotta Murrayt: "Miközben a forgatókönyvet írtam, megpróbáltam elképzelni őt, ahogy elmondja a szöveget, pontosabban felhasználtam Bill bizonyos oldalát, és olyan karaktert akartam teremteni, amiben hiteles azokban a dolgokban, amelyeket elvárunk tőle, vagy tudjuk, hogy képes rá és amelyeket nagyra becsülünk Bill Murrayben – megvan az a képessége, hogy fantasztikus alakítást nyújtson. A másik oldalát is figyelembe vettem, ő mindig képes egyensúlyt teremteni a csintalanság és a melankólia között – ez Bill Murray. Tehát valami olyasmit akartam teremteni, ami egy kicsivel több hangsúlyt helyez színészi képességeire." Jim Jarmusch filmje indult a 2005-ös cannes-i fesztiválon, és a Zsűri díja (cannes-i fesztivál)t meg is nyerte.
Andy García az El Tropico címmel rendezett játékfilmjében ajánlott szerepet Murraynek. Majd a Szikraváros (2008) polgármesterét játszotta el, és a vígjáték/horror filmben, a Zombielandben önmagát alakította. Filmjei közt van a Hyde Park of Hudson című film és A Glimpse Inside the Mind of Charles Swann III.

## Magánélete
Testvérei, Brian-Doyle, Nancy, Edward, Andy, John, Joel, Peggy és Laura. Közülük Brian-Doyle, John, Joel és Bill lett színész, de Bill messze a legsikeresebb.
Kétszer házasodott, az első házasságából Mickey Kelleytől két fia született, ez a házasság 1994-ig tartott. 1997-ben Jennifer Butlerrel kötött második házassága pedig négy újabb fiúval örvendeztette meg. De ez a házasság is válással ért véget, mert a kettejük közti kapcsolat az idők folyamán egyre rosszabbra fordult. Kiderült, hogy mindkettőjükre jellemző volt az alkoholfogyasztás, de ennél még rosszabb az volt, hogy Bill drogozott is. Azóta egyedülállóként él.

## Filmográfia

### Film
| Év   | Magyar cím                             | Eredeti cím                                   | Szerep                       | Magyar hang                   | Rendező                       |
| ---- | -------------------------------------- | --------------------------------------------- | ---------------------------- | ----------------------------- | ----------------------------- |
| 1976 | Következő megálló: Greenwich Village   | Next Stop, Greenwich Village                  | Nick Kessel                  |                               | Paul Mazursky                 |
| 1979 | Dilibogyók – Táborparádé               | Meatballs                                     | Tripper Harrison             | Lippai László                 | Ivan Reitman (1.)             |
| 1979 |                                        | Mr. Mike's Mondo Video                        | férfi az utcán               |                               | Michael O’Donoghue            |
| 1979 | Tarzan, a dzsungel szégyene            | Tarzoon: Shame of the Jungle                  | riporter (angol hangja)      |                               | Picha                         |
| 1979 | Tarzan, a dzsungel szégyene            | Tarzoon: Shame of the Jungle                  | riporter (angol hangja)      | Boris Szulzinger              |                               |
| 1980 | Ahol a bölény dübörög                  | Where the Buffalo Roam                        | Hunter S. Thompson           | Csankó Zoltán                 | Art Linson                    |
| 1980 | Golfőrültek                            | Caddyshack                                    | Carl Spackler                | Lippai László                 | Harold Ramis (1.)             |
| 1980 |                                        | Loose Shoes                                   | Lefty Schwartz               |                               | Ira Miller                    |
| 1981 | Bombázók a seregnek                    | Stripes                                       | John Winger közlegény        | Dörner György                 | Ivan Reitman (2.)             |
| 1981 | Bombázók a seregnek                    | Stripes                                       | John Winger közlegény        | Kerekes József                | Ivan Reitman (2.)             |
| 1982 | Aranyoskám                             | Tootsie                                       | Jeff Slater                  | Gáti Oszkár                   | Sydney Pollack                |
| 1984 | Szellemirtók                           | Ghostbusters                                  | Dr. Peter Venkman            | Felföldi László               | Ivan Reitman (3.)             |
| 1984 | Szellemirtók                           | Ghostbusters                                  | Dr. Peter Venkman            | Tarján Péter                  | Ivan Reitman (3.)             |
| 1984 | Szellemirtók                           | Ghostbusters                                  | Dr. Peter Venkman            | Anger Zsolt                   | Ivan Reitman (3.)             |
| 1984 |                                        | Nothing Lasts Forever                         | Ted Breughel                 |                               | Tom Schiller                  |
| 1984 | Borotvaélen                            | The Razor's Edge                              | Larry Darrell                |                               | John Byrum                    |
| 1986 | Rémségek kicsiny boltja                | Little Shop of Horrors                        | Arthur Denton                | Széles László                 | Frank Oz (1.)                 |
| 1986 | Rémségek kicsiny boltja                | Little Shop of Horrors                        | Arthur Denton                | Breyer Zoltán                 | Frank Oz (1.)                 |
| 1988 | Segítség, apa lettem!                  | She's Having a Baby                           | önmaga (cameo)               |                               | John Hughes                   |
| 1988 | Szellemes karácsony                    | Scrooged                                      | Francis Xavier "Frank" Cross | Szakácsi Sándor               | Richard Donner                |
| 1989 | Szellemirtók 2.                        | Ghostbusters II                               | Dr. Peter Venkman            | Szakácsi Sándor               | Ivan Reitman (4.)             |
| 1990 | Viszem a bankot                        | Quick Change                                  | Grimm                        | Kerekes József                | Howard Franklin (1.)          |
| 1990 | Viszem a bankot                        | Quick Change                                  | Grimm                        | Kerekes József                | Bill Murray                   |
| 1991 | Isten nem ver Bobbal                   | What About Bob?                               | Bob Wiley                    | Reviczky Gábor                | Frank Oz (2.)                 |
| 1993 | Idétlen időkig                         | Groundhog Day                                 | Phil Connors                 | Tahi Tóth László              | Harold Ramis (2.)             |
| 1993 | Veszett kutya és Glória                | Mad Dog and Glory                             | Frank Milo                   | Kránitz Lajos                 | John McNaughton (1.)          |
| 1994 | Ed Wood                                | Ed Wood                                       | Bunny Breckinridge           | Csuja Imre                    | Tim Burton                    |
| 1996 | Tökös tekés                            | Kingpin                                       | Ernie McCracken              | Szacsvay László               | Peter és Bob Farrelly (1.)    |
| 1996 | Hatalmas aranyos                       | Larger than Life                              | Jack Corcoran                | Józsa Imre                    | Howard Franklin (2.)          |
| 1996 | Space Jam – Zűr az űrben               | Space Jam                                     | önmaga                       | Kőszegi Ákos                  | Joe Pytka                     |
| 1997 | Az ember, aki túl keveset tudott       | The Man Who Knew Too Little                   | Wallace Ritchie              | Harsányi Gábor                | Jon Amiel                     |
| 1998 | Vad vágyak                             | Wild Things                                   | Kenneth Bowden               | Háda János                    | John McNaughton (2.)          |
| 1998 |                                        | With Friends Like These...                    | Maurice Melnick              |                               | Philip Frank Messina          |
| 1998 | Okostojás                              | Rushmore                                      | Herman Blume                 | Tahi Tóth László              | Wes Anderson (1.)             |
| 1999 | Broadway, 39. utca                     | Cradle Will Rock                              | Tommy Crickshaw              | Melis Gábor                   | Tim Robbins                   |
| 2000 | Charlie angyalai                       | Charlie's Angels                              | John Bosley                  | Tahi Tóth László              | McG                           |
| 2000 | Hamlet                                 | Hamlet                                        | Polonius                     |                               | Michael Almereyda             |
| 2001 | Ozmózis Jones – A belügyi nyomozó      | Osmosis Jones                                 | Frank Detorre                | Tahi Tóth László              | Peter és Bob Farrelly (2.)    |
| 2001 | Ozmózis Jones – A belügyi nyomozó      | Osmosis Jones                                 | Frank Detorre                | Tahi Tóth László              | Piet Kroon                    |
| 2001 | Ozmózis Jones – A belügyi nyomozó      | Osmosis Jones                                 | Frank Detorre                | Tahi Tóth László              | Tom Sito                      |
| 2001 | Ami a szexet illeti                    | Speaking of Sex                               | Ezri Stovall                 | Csuja Imre                    | John McNaughton (3.)          |
| 2001 | Tenenbaum, a háziátok                  | The Royal Tenenbaums                          | Raleigh St. Clair            | Csankó Zoltán                 | Wes Anderson (2.)             |
| 2003 | Elveszett jelentés                     | Lost in Translation                           | Bob Harris                   | Epres Attila                  | Sofia Coppola (1.)            |
| 2003 | Kávé és cigaretta                      | Coffee and Cigarettes                         | önmaga / pincér              | Szombathy Gyula               | Jim Jarmusch (1.)             |
| 2004 | Garfield                               | Garfield: The Movie                           | Garfield (hangja)            | Till Attila                   | Peter Hewitt                  |
| 2004 | Édes vízi élet                         | The Life Aquatic with Steve Zissou            | Steve Zissou                 | Szakácsi Sándor               | Wes Anderson (3.)             |
| 2005 | Hervadó virágok                        | Broken Flowers                                | Don Johnston                 | Harsányi Gábor                | Jim Jarmusch (2.)             |
| 2005 | El Tropico                             | The Lost City                                 | az író                       | Reviczky Gábor                | Andy García                   |
| 2006 | Garfield 2.                            | Garfield: A Tail of Two Kitties               | Garfield (hangja)            | Till Attila                   | Tim Hill                      |
| 2007 | Utazás Darjeelingbe                    | The Darjeeling Limited                        | az üzletember (cameo)        | Kerekes József                | Wes Anderson (4.)             |
| 2008 | Zsenikém – Az ügynök haláli            | Get Smart                                     | 13-as ügynök (cameo)         | Epres Attila                  | Peter Segal                   |
| 2008 | Szikraváros                            | City of Ember                                 | Cole polgármester            | Harsányi Gábor                | Gil Kenan (1.)                |
| 2009 | Az irányítás határai                   | The Limits of Control                         | amerikai                     | Kerekes József                | Jim Jarmusch (3.)             |
| 2009 | A fantasztikus Róka úr                 | Fantastic Mr. Fox                             | Borz úr (hangja)             | Kerekes József                | Wes Anderson (5.)             |
| 2009 | Zombieland                             | Zombieland                                    | önmaga (cameo)               | Epres Attila                  | Ruben Fleischer (1.)          |
| 2010 | A temetésem szervezem                  | Get Low                                       | Frank Quinn                  | Tahi Tóth László              | Aaron Schneider               |
| 2010 | Végjáték                               | Passion Play                                  | Happy Shannon                | Harsányi Gábor                | Mitch Glazer                  |
| 2012 | Holdfény királyság                     | Moonrise Kingdom                              | Mr. Bishop                   | Tahi Tóth László              | Wes Anderson (6.)             |
| 2012 | Pillantás Charlie Swan képzeletébe     | A Glimpse Inside the Mind of Charles Swan III | Saul                         | Kerekes József                | Roman Coppola                 |
| 2012 | A király látogatása                    | Hyde Park on Hudson                           | Franklin D. Roosevelt        | Szacsvay László               | Roger Michell                 |
| 2014 | Műkincsvadászok                        | The Monuments Men                             | Richard Campbell őrmester    | Szacsvay László               | George Clooney                |
| 2014 | A Grand Budapest Hotel                 | The Grand Budapest Hotel                      | M. Ivan                      | Harsányi Gábor                | Wes Anderson (7.)             |
| 2014 | St. Vincent                            | St. Vincent                                   | Vincent MacKenna             | Tahi Tóth László              | Theodore Melfi                |
| 2014 | Dumb és Dumber kettyó                  | Dumb and Dumber To                            | Kvarc Arc (cameo)            | Presits Tamás                 | Peter és Bob Farrelly (3.)    |
| 2015 | Aloha                                  | Aloha                                         | Carson Welch                 | Kőszegi Ákos                  | Cameron Crowe                 |
| 2015 | Afgán csillag                          | Rock the Kasbah                               | Richie Lanz                  | Harsányi Gábor                | Barry Levinson                |
| 2016 | A dzsungel könyve                      | The Jungle Book                               | Balu (hangja)                | Dörner György                 | Jon Favreau                   |
| 2016 | Szellemirtók                           | Ghostbusters                                  | Martin Heiss                 | Harsányi Gábor                | Paul Feig                     |
| 2018 | Kutyák szigete                         | Isle of Dogs                                  | Boss (hangja)                | Kerekes József                | Wes Anderson (8.)             |
| 2018 |                                        | For The Fun Of The Game                       | önmaga                       |                               | Jordan Lynn                   |
| 2019 | A holtak nem halnak meg                | The Dead Don't Die                            | Cliff Robertson              | Harsányi Gábor                | Jim Jarmusch (4.)             |
| 2019 | Zombieland 2. – A második lövés        | Zombieland: Double Tap                        | önmaga (cameo)               | Epres Attila                  | Ruben Fleischer (2.)          |
| 2020 | Felkeverve                             | On the Rocks                                  | Felix Keane                  |                               | Sofia Coppola (2.)            |
| 2021 | A Francia Kiadás                       | The French Dispatch                           | Arthur Howitzer Jr.          | Hirtling István               | Wes Anderson (9.)             |
| 2021 | Szellemirtók – Az örökség              | Ghostbusters: Afterlife                       | Dr. Peter Venkman            | Harsányi Gábor                | Jason Reitman                 |
| 2021 | Szellemirtók – Az örökség              | Ghostbusters: Afterlife                       | Dr. Peter Venkman            | Anger Zsolt (archív felvétel) | Jason Reitman                 |
| 2022 | Minden idők legelképesztőbb sörfuvarja | The Greatest Beer Run Ever                    | Az ezredes                   |                               | Peter Farrelly                |
| 2023 | A Hangya és a Darázs: Kvantumánia      | Ant-Man and the Wasp: Quantumania             | Lord Krylar                  | Harsányi Gábor                | Peyton Reed                   |
| 2024 | Szellemirtók – A borzongás birodalma   | Ghostbusters: Frozen Empire                   | Dr. Peter Venkman            | Harsányi Gábor                | Gil Kenan (2.)                |
| 2024 |                                        | The Friend                                    | Walter                       |                               | David Siegel és Scott McGehee |
| 2024 |                                        | Riff Raff                                     | Hannigan                     |                               | Dito Montiel                  |
| 2025 | A föníciai séma                        | The Phoenician Scheme                         | Isten                        | Harsányi Gábor                | Wes Anderson (10.)            |

### Televízió
| Év        | Magyar cím                        | Eredeti cím                                      | Szerep                                | Megjegyzések                                       |
| --------- | --------------------------------- | ------------------------------------------------ | ------------------------------------- | -------------------------------------------------- |
| 1975      |                                   | Saturday Night Live with Howard Cosell           | több szereplő                         | forgatókönyvíró                                    |
| 1977–2018 | Saturday Night Live               | Saturday Night Live                              | több szereplő / önmaga / Steve Bannon | - házigazda (5 epizód) - forgatókönyvíró           |
| 1978      |                                   | All You Need Is Cash                             | Bill Murray the K                     | tévéfilm                                           |
| 1982      |                                   | Second City Television                           | több szereplő                         | 1 epizód                                           |
| 1983      |                                   | Square Pegs                                      | Mr. McNulty                           | 1 epizód                                           |
| 2013–2014 |                                   | Alpha House                                      | Vernon Smits szenátor                 | 3 epizód                                           |
| 2014      |                                   | Olive Kitteridge                                 | Jack Kennison                         | 2 epizód                                           |
| 2015      | Városfejlesztési osztály          | Parks and Recreation                             | Walter Gunderson                      | 1 epizód                                           |
| 2015      |                                   | A Very Murray Christmas                          | önmaga                                | - különkiadás - forgatókönyvíró és vezető producer |
| 2016      | Angie Tribeca – A törvény nemében | Angie Tribeca                                    | Vic Deakins                           | - 1 epizód - magyar hangja: - Tahi Tóth László     |
| 2016      | Kib*zgatóhelyettesek              | Vice Principals                                  | Welles igazgató                       | - 1 epizód - magyar hangja: - Tahi Tóth László     |
| 2017–2018 |                                   | Bill Murray & Brian Doyle-Murray's Extra Innings | önmaga (társ-házigazda)               | 10 epizód                                          |
| 2021      |                                   | The Now                                          | Dr. Robert Flaherty                   | minisorozat (5 epizód)                             |

## Fontosabb díjak és jelölések
| Év   | Díj                     | Kategória                                                      | Jelölt mű               | Eredmény |
| ---- | ----------------------- | -------------------------------------------------------------- | ----------------------- | -------- |
| 1977 | Primetime Emmy-díj      | legjobb forgatókönyv (vígjátéksorozat)                         | Saturday Night Live     | Elnyerte |
| 1979 | Primetime Emmy-díj      | legjobb vígjáték vagy zenés műsor                              | Saturday Night Live     | Jelölve  |
| 1985 | Golden Globe-díj        | legjobb férfi főszereplő (musical/vígjáték)                    | Szellemirtók            | Jelölve  |
| 1999 | Golden Globe-díj        | legjobb férfi mellékszereplő                                   | Okostojás               | Jelölve  |
| 2003 | Oscar-díj               | legjobb férfi főszereplő                                       | Elveszett jelentés      | Jelölve  |
| 2003 | Golden Globe-díj        | legjobb férfi főszereplő (musical/vígjáték)                    | Elveszett jelentés      | Elnyerte |
| 2003 | BAFTA-díj               | legjobb férfi főszereplő                                       | Elveszett jelentés      | Elnyerte |
| 2003 | Screen Actors Guild-díj | legjobb férfi főszereplő                                       | Elveszett jelentés      | Jelölve  |
| 2014 | Screen Actors Guild-díj | legjobb szereplőgárda (mozifilm)                               | A Grand Budapest Hotel  | Jelölve  |
| 2015 | Screen Actors Guild-díj | legjobb színész (minisorozat vagy tévéfilm)                    | A Very Murray Christmas | Jelölve  |
| 2013 | Golden Globe-díj        | legjobb férfi főszereplő (musical/vígjáték)                    | A király látogatása     | Jelölve  |
| 2015 | Golden Globe-díj        | legjobb férfi főszereplő (musical/vígjáték)                    | St. Vincent             | Jelölve  |
| 2015 | Golden Globe-díj        | legjobb férfi férfi mellékszereplő (minisorozat vagy tévéfilm) | Olive Kitteridge        | Jelölve  |
| 2015 | Primetime Emmy-díj      | Legjobb férfi mellékszereplő (minisorozat vagy tévéfilm)       | Olive Kitteridge        | Elnyerte |
| 2021 | Golden Globe-díj        | legjobb férfi mellékszereplő                                   | Felkeverve              | Jelölve  |

## Fordítás
- Ez a szócikk részben vagy egészben  a   Bill Murray című angol Wikipédia-szócikk fordításán alapul.  Az eredeti cikk szerkesztőit annak laptörténete sorolja fel. Ez a jelzés csupán a megfogalmazás eredetét és a szerzői jogokat jelzi, nem szolgál a cikkben szereplő információk forrásmegjelöléseként.